# آرتور اشمیت (تدوین‌گر)
آرتور اشمیت (به انگلیسی: Arthur Schmidt) (۱۷ ژوئن ۱۹۳۷ - ۵ اوت ۲۰۲۳) تدوین‌گر آمریکایی بود. او پسر آرتور پ. اشمیت تدوین‌گر آثار بیلی وایلدر بود.
اشمیت برنده جایزه اسکار بهترین تدوین فیلم در سال ۱۹۹۴ شده است.

## فیلم‌شناسی
- آرواره‌ها ۲ (۱۹۷۸)
- دختر معدنچی زغال سنگ (۱۹۸۰)
- بازگشت به آینده (۱۹۸۵)
- چه کسی برای راجر رابیت پاپوش دوخت؟ (۱۹۸۸)
- بازگشت به آینده قسمت ۲ (۱۹۸۹)
- بازگشت به آینده قسمت ۳ (۱۹۹۰)
- آخرین موهیکان (۱۹۹۲)
- مرگ درخور اوست (۱۹۹۲)
- فارست گامپ (۱۹۹۴)
- تماس (۱۹۹۷)
- رنگ‌های اصلی (۱۹۹۸)
- دورافتاده (۲۰۰۰)
- آنچه در زیر است (۲۰۰۰)
- دزدان دریایی کارائیب: نفرین مروارید سیاه (۲۰۰۳)